# Sao Tomé (stad)
Sao Tomé (Portugees: São Tomé, 'Sint-Thomas') is de hoofdstad van Sao Tomé en Principe. De havenstad is met 56.166 inwoners (2005) tevens ruimschoots de grootste stad van het land. De stad ligt in het noordoosten van het eiland Sao Tomé aan de Ana Chavesbaai (Portugees: Baia Ana Charves). In de stad staan ook de belangrijkste gebouwen van het land, zoals het paleis van de president, het nationale parlement en een kathedraal.
Vanuit de haven worden voornamelijk bananen, cacao en kokosvlees geëxporteerd. De luchthaven Sao Tomé Internationaal ligt vijf kilometer van het stadscentrum.

## Geschiedenis
Sao Tomé is gesticht door Portugal in 1485. Portugal wilde in Sao Tomé rietsuiker verbouwen, waarvoor de ligging van het eiland op de evenaar geschikt was. De stad is gebouwd rond de 16e-eeuwse kathedraal Sé Catedral de Nossa Senhora da Graça de São Tomé. In 1599 was de stad en het eiland twee dagen in Nederlandse handen; in 1641 duurde de Nederlandse bezetting een jaar.

## Fotogalerij

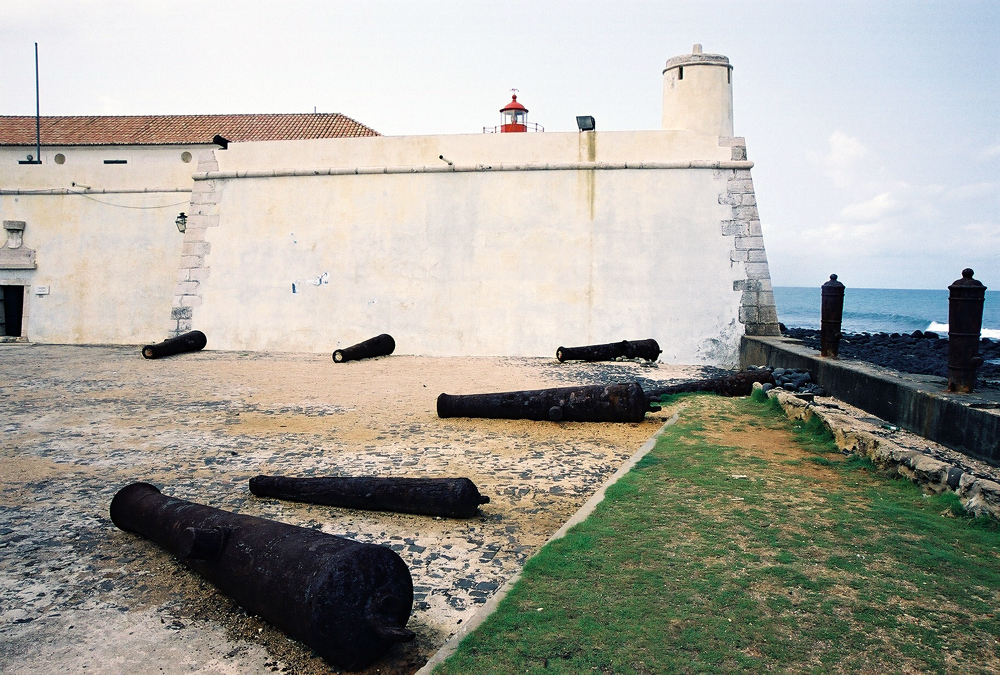
Sint-Sebastiaanfort
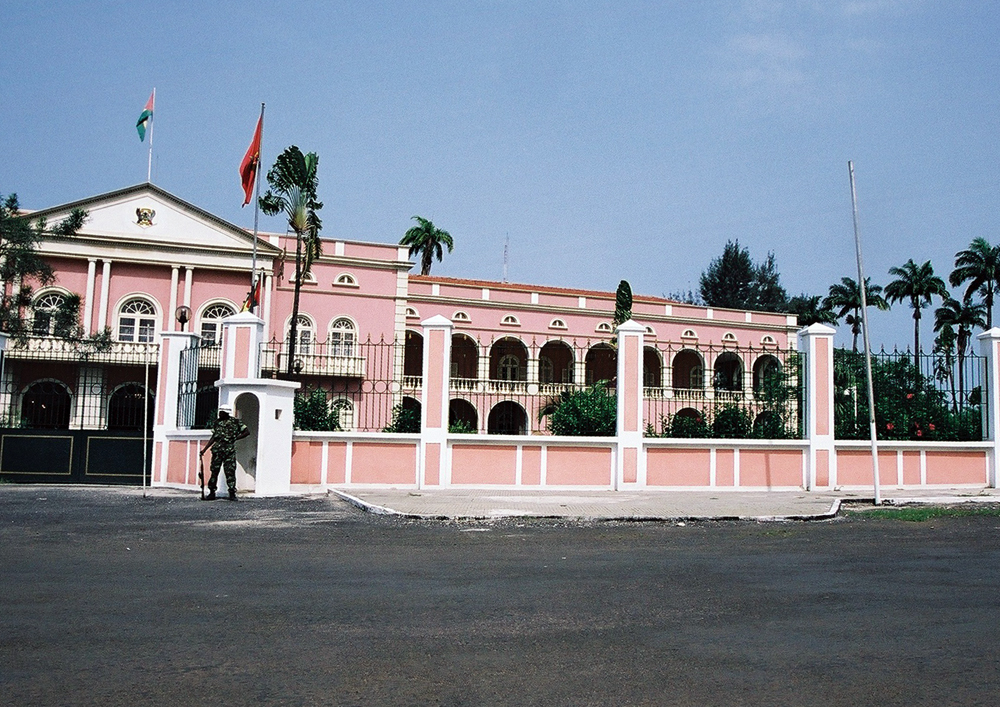
Presidentieel Paleis
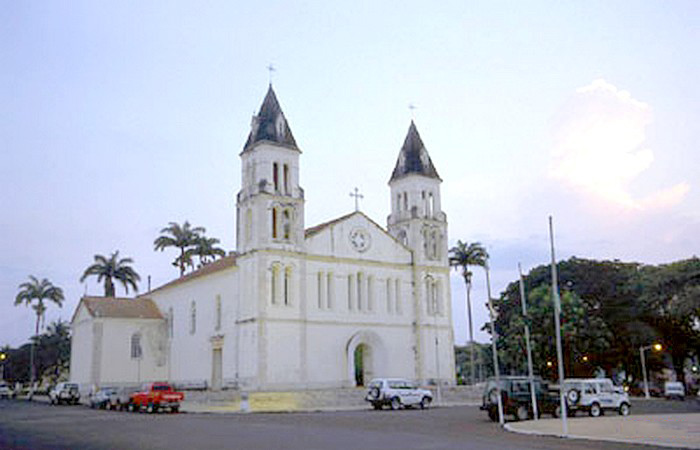
Sé Catedral de Nossa Senhora da Graça de São Tomé
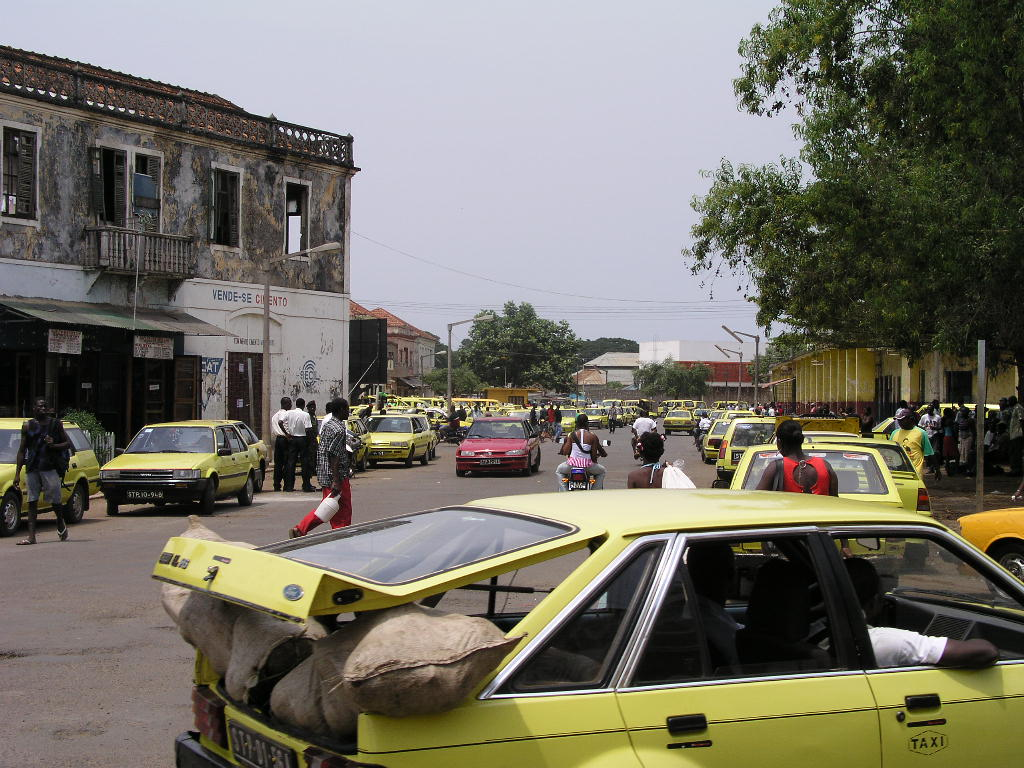
Straatbeeld in Sao Tomé

## Geboren
- Fradique de Menezes (1942), president van Sao Tomé (2001-2003, 2003-2011)
- Gedson Fernandes (1999), voetballer

Provincies: Sao Tomé (Sao Tomé) · Principe (Santo António)
Districten: Água Grande (Sao Tomé) · Cantagalo (Santana) · Caué (São João dos Angolares) · Lembá (Neves) · Lobata (Guadalupe) · Mé-Zóchi (Trindade) · Pagué (Santo António)
Eilanden: Ilhéu Bom Bom · Ilhéu das Cabras · Ilhéu Caroço · Principe · Ilhéu das Rolas · Ilhéu de Santana · Sao Tomé · Tinhosa Grande · Tinhosa Pequena